# 阿本斯贝格之战
阿本斯贝格之战（法语：Bataille d'Abensberg）发生于1809年4月20日。此役中，由法国皇帝拿破仑一世指挥的法國「德意志軍團」与路德维希大公率领的奥地利陸軍左翼部隊交战。随着时间的推移，约翰·冯·希勒带着奥地利增援部队抵达。战斗以法德联军的完全胜利告终。此役发生于阿本斯贝格东南部，包括在奥芬施泰滕、比堡-锡根堡、下巴伐利亚的罗尔和拉伯河畔罗滕堡的冲突。同一天，雷根斯堡的法国驻军向奥地利投降。
在前一天，路易-尼古拉-达武元帅在托伊根-豪森之戰中苦战胜利后，拿破仑决心突破阿本斯河的防线。为此，皇帝组建了一个临时军，由达武的一部分军加上骑兵组成，并让让·拉纳元帅指挥。拿破仑则亲自指挥来自巴伐利亚和符腾堡王国的萊茵邦聯军，从西面进攻，而拉纳则从北面向罗尔挺进。虽然奥地利人最初守住了阵地，但拉纳的部队却冲破了路德维希在更东边的防御工事。在左边，奥地利人设法进行了一次有力的后卫行动，但在白天，法军粉碎了对手的右翼并俘虏了数千名士兵。这一天结束时，奥地利人勉强守住了大拉伯河的防线。
第二天，希勒撤退到兰茨胡特，将左翼与雷根斯堡附近卡尔大公的主力分开。4月20日，驻扎在雷根斯堡的法国守军投降，使卡尔的军队得以撤退到多瑙河北岸。兰休特战役于4月21日进行。

## 背景

### 行军
1809年4月10日，当他的军队入侵巴伐利亚王国时，卡尔大公偷偷向拿破仑的大部队进军。尽管奥军花了六天时间从边境的因河缓缓行军到伊萨尔河，但此举却使法国军队及其德国盟友处于严重危险之中。拿破仑的副司令路易·亚历山大·贝尔蒂埃元帅对军队的集中管理不当，使其部队分散在广阔的前线，处于混乱状态。

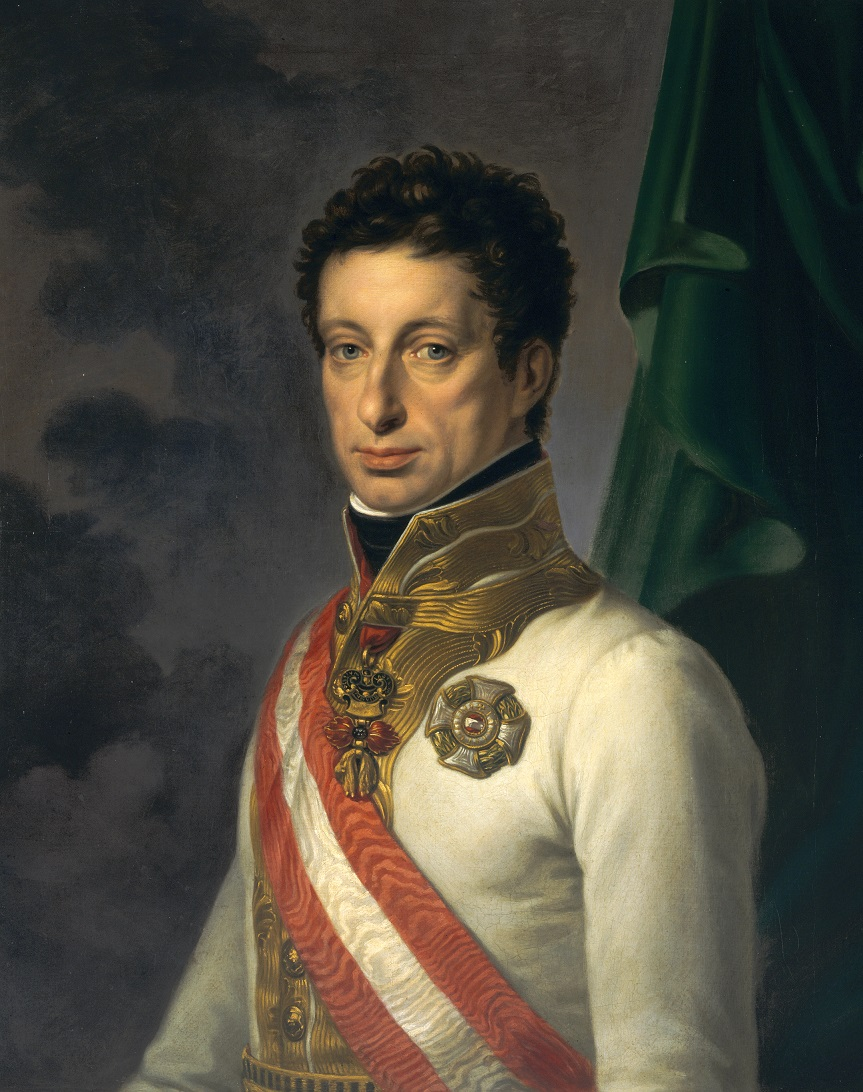
卡尔大公

4月16日，卡尔大公的209,600名士兵在兰茨胡特越过伊萨尔河，但第二天拿破仑就亲自从巴黎抵达前线。拿破仑试图从大公手中夺回主动权，他整合了麾下的部队，并命令安德烈·马塞纳元帅的第四军和尼古拉·乌迪诺的第二军在右翼向兰茨胡特进军，以切断奥地利的交通线。他计划让弗朗索瓦·约瑟夫·列费弗尔元帅的巴伐利亚第七军驻扎在阿本斯贝格的中心，而达武的第三军向西撤退，以防止被困在卡尔的部队和多瑙河之间。
4月19日，卡尔意识到他有机会能够摧毁达武。当达武试图从他的前线进行侧翼行军时，他还有65,000名士兵。对于法国人来说幸运的是，约翰一世·约瑟夫的20,000名骑兵并没有对法军进行拦截。在中心，法军的3,800名骑兵和步兵在一天中的大部分时间里巧妙地挡住了整个奥地利第四军团的袭击。
在左翼，霍亨索伦-黑兴根亲王弗里德里希·弗朗茨·泽维尔亲王撞上了路易斯·文森特·勒布朗德·圣伊莱尔将军的法军部队，一场可怕的战斗随之爆发。在特乌根-豪森战役中，当步兵在一对平行的山脊上作战时，双方都在呼叫增援。最终，达武在下午晚些时候带来了增援力量，并将奥地利人击退。那天晚上，卡尔命令霍亨索伦往东撤退，以靠近奥军大部队。
4月19日上午，卡尔大公要求霍亨索伦的部队守住第三军和第五军之间的通讯线路。因此，第三军指挥官将路德维希·蒂埃里少将的6,000名步兵转移到阵线左侧。作为蒂埃里和第三军之间的联系，霍亨索伦将约瑟夫·弗赖赫尔·冯·普凡泽尔特少将与一个步兵营和两个骠骑兵中队（约1,000人）部署在这里。当特乌根-豪森战役爆发时，蒂埃里在阿恩霍芬附近与巴伐利亚军队发生冲突，并退回到奥芬施泰滕。

### 奥地利部署

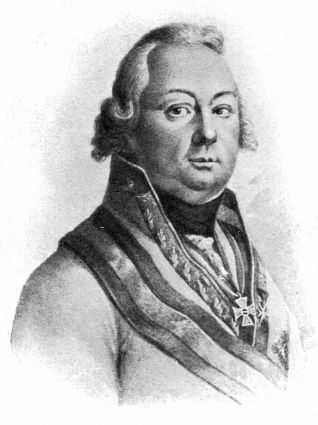
约翰·科洛拉特

4月20日，卡尔大公的主要部队由第三、第四和第一预备军组成。约翰·科洛拉特的第二军于4月19日从多瑙河向北行军进攻雷根斯堡。路易斯·库塔尔上校的雷根斯堡守军约有2,000人，隶属于第65线列步兵团，该团的轻武器弹药严重不足。海因里希·冯·贝勒加德伯爵的奥军第一军团也留在了多瑙河以北。
路德维希大公在阿本斯河后方部署他的第五军面朝西。其中一个师被安排到列支敦士登。如今只有两个师仍然在路德维希的指挥下。米夏埃尔·冯·金迈尔（Michael von Kienmayer）的第二预备军名义上有7,975人，此时正在等待增援。金迈尔的胸甲骑兵旅也驻扎在列支敦士登。19日晚，希勒的第六军大部到达南部的美因堡。像其他部队一样，第六军团也受到分兵的影响。战争开始时，卡尔派弗朗茨·杰拉西奇的师去守住巴伐利亚首府慕尼黑。希勒还在莫斯堡分出一支小部队监视他的南翼。希勒的部队总人数为75,880人。但数次分兵后，人数仅为42,000人。

### 法军部署

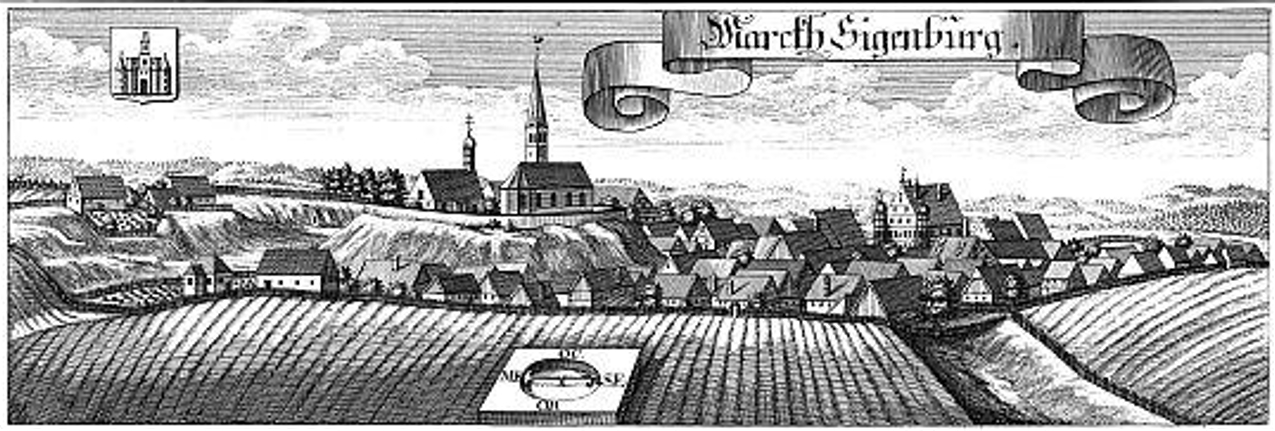
锡根堡

当拉纳到达前线时，拿破仑立即任命他指挥一个临时军。这个临时军主要由前一天逃离卡尔大公陷阱的第三军组成。除了原第三军的三个师和一个旅外，这支部队还增加了来自骑兵预备队的第1重甲骑兵师。这支部队中的一个旅被派去守卫多瑙河畔萨尔，这是拉纳和达武部队的一个通讯点。
4月20日上午，拿破仑错误地认为卡尔大公的大部分军队都在他面前。因此，他下令向东南的兰茨胡特方向进军。拉纳的任务是通过向南从罗尔推进，从而击破奥地利的右翼。多米尼克·旺达姆将军将率领他的符腾堡军团进攻锡根堡。列费弗尔的部队将连接拉纳和旺达姆的通讯线路拿破仑命令马塞纳的第四军占领兰茨胡特和伊萨尔河的渡口，力求切断奥地利军队的交通线。

## 战斗

### 阿本斯贝格
卡尔大公于4月20日上午7点30分向路德维希大公发出命令。他指示路德维希的部队撤退到罗滕堡，并在后方阵地进行防守。卡尔打算让希勒在普费芬豪森就位。由于卡尔的命令下达过晚，并且没有通知路德维希其他的部队已经撤退到东部，此举让奥军第五军团的右翼暴露无遗。
路德维希在罗尔派驻有由舒斯切赫将军指挥的四个骠骑兵中队。舒斯切赫的步兵在与约瑟夫·冯·梅斯科·德·费尔索-库比尼男爵的支队会合后重新加入了第五军的大部队。

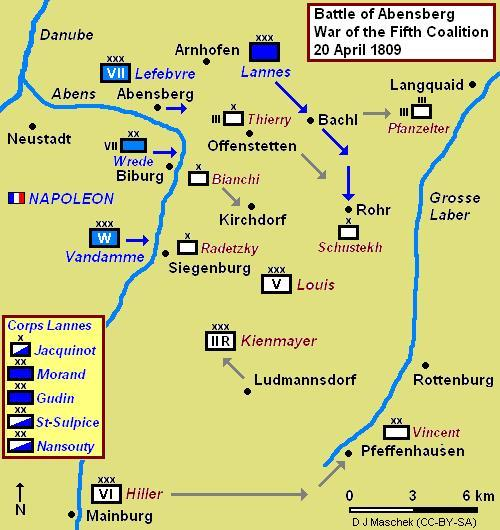
阿本斯贝格战役地图

巴伐利亚的路德维希率领的巴伐利亚第一师和伯恩哈德·伊拉斯姆斯·冯·德罗伊中将率领的巴伐利亚第三师与德蒙特的第三师一起向奥芬施泰滕进发。上午10时左右，他们击败了奥军的一个旅，当拉纳的部队从北方逼近时，奥地利军队回到巴赫尔。
因为他担心他左边的树林里可能藏着奥地利军队，拉纳放慢了行军的速度，这样他就可以对东边的地形进行侦查。即便如此，他的纵队还是在奥军的步兵之前到达了罗尔。拉纳的到来让舒斯切赫感到惊讶。奥地利指挥官勇敢地指挥四个骠骑兵中队向法军前卫发起进攻。最终，法军的整个旅都参与了战斗，并将奥地利骠骑兵逼回罗尔以南。这时，先前被巴伐利亚军队击退的奥军出现在了现场。拉纳的部队迅速击溃了这些奥军步兵，并将他们再次追入了树林。

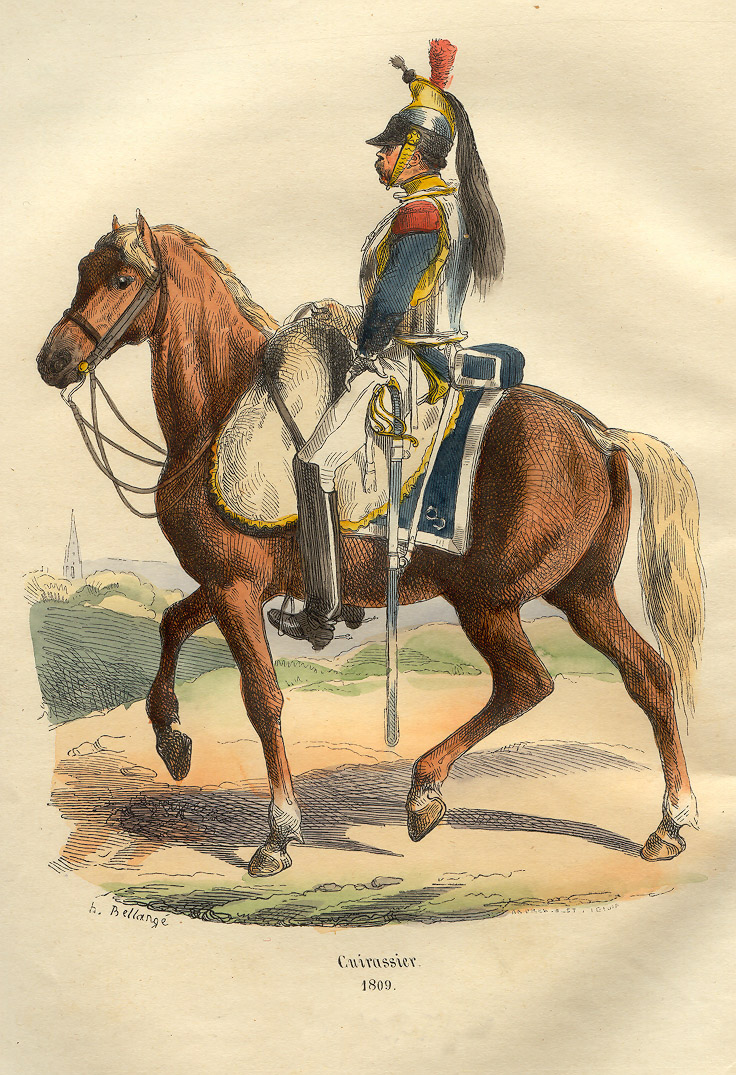
法国胸甲骑兵

为了减轻步兵的压力，舒斯切赫再次带领骑兵冲锋。起初，攻击进展顺利，但随后奥地利骑兵迎战了一大群胸甲骑兵，然后开始溃败。法国猎兵和胸甲骑兵冲垮了奥军的阵型。有3,000多名奥地利人被俘，四门大炮被法军缴获。
前一天晚上，希勒的第六军在美因堡露营。虽然一条道路从美因堡直接通往路德维希左翼的锡根堡，且距离只有13公里，但希勒还是选择通过普费芬豪森绕行。到达后，希勒就被授权指挥所有的左翼部队。中午时分，希勒亲自抵达锡根堡与路德维希大公会面。听到来自右翼的令人不安的报告后，他派卡尔·冯·文森特将军率领约瑟夫·霍夫迈斯特少将和尼古拉斯·魏森沃尔夫将军的两个旅，以及四个骑兵中队前往罗滕堡。
路德维希大公派罗伊斯亲王和约瑟夫·拉德茨基·冯·拉德茨率领四个步兵营和12个骑兵中队驻扎在锡根堡。比安奇占据了比堡对面的阿本斯河东岸。卡尔·菲利普·冯·维德中将的巴伐利亚部队在锡根堡进行了侦查，但他的巴伐利亚第2师很快被拉德茨基和奥军的炮火击退。这时，路德维希听说了法军在另一个战场的胜利，于是命令拉德茨基派两个营到右翼，并从路德曼斯多夫召集了金迈耶的军队。
威德向北移动到比堡，在那里他试图再次越过阿本斯河。起初他并没有成功，但比安奇撤退到基希多夫，使得巴伐利亚第2师能够安全渡过河东岸。与此同时，多米尼克·旺达姆的符腾堡部队代替了威德的部队继续进攻。旺达姆很快意识到在锡根堡渡河是徒劳的，所以他也向北进军，在阿本斯贝格渡河，随后向南移动到基希多夫。巴伐利亚人和符腾堡人在这里找到了比安奇的一个旅和一个骑兵中队。罗伊斯也很快带着拉德茨基的两个营抵达。大约下午2时的时候发生了一场激烈的战斗，之后奥地利人撤退到东南部。
在第7巴伐利亚步兵团和两个符腾堡步兵营的不断袭击后，奥军开始撤退。在巴伐利亚人阻止他之前，奥地利第五军团的辎重部队安全地通过了普费芬豪森。威德在随后开展猛烈追击并俘虏了许多奥地利士兵，但未能夺取先前被奥地利人烧毁的桥梁。即便如此，巴伐利亚人仍继续进攻，在晚上11时穿过河流进行攻击。拉德茨基回到了一座叫做霍恩巴赫的小山上，他的后卫在那里与巴伐利亚人发生了小规模冲突，直到次日凌晨。
当文森特的纵队接近罗滕堡时，他发现道路上挤满了奥地利第三军的辎重车。奥地利骑兵的一次冲锋拖住了法国胸甲骑兵，给步兵在东侧建立阵地争取了时间。希勒在下午晚些时候抵达罗滕堡，并在晚上7时下令进行反击。文森特将他的左翼部队向前推进，迅速摧毁了一个巴伐利亚部队，俘虏了300名士兵。不久之后，奥地利第4步兵团与巴伐利亚步兵和法国步兵展开了激烈的交火。黄昏时分，奥地利人在受到600人伤亡后被逼退，但奥军也终于阻止了敌军进一步的进攻。

### 雷根斯堡

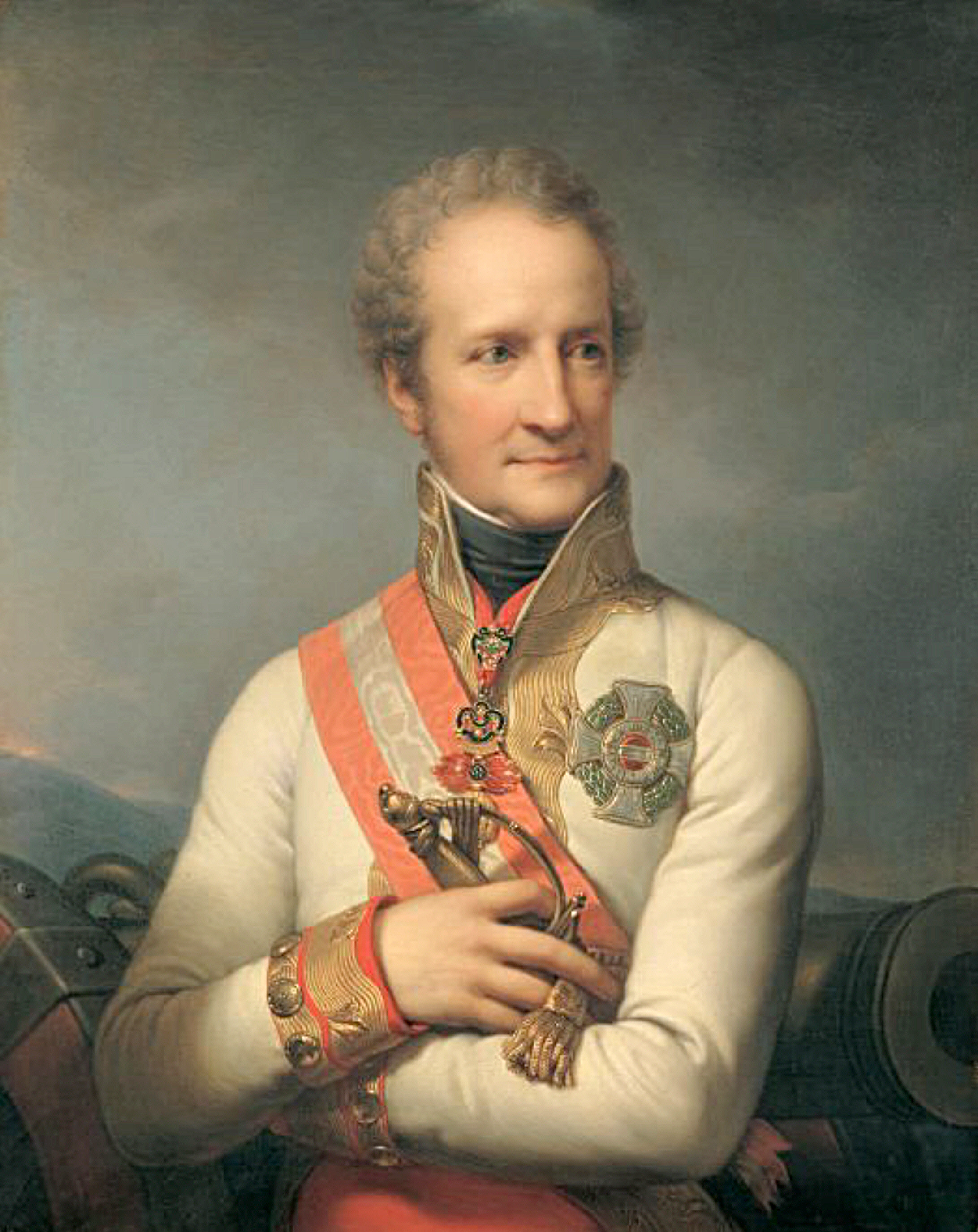
约翰一世·约瑟夫

4月20日，奥地利第二军团继续在雷根斯堡袭击路易斯·库塔尔上校的第65线列步兵团。上午8时，一支法国车队被派去补充严重不足的弹药，但遭到了奥地利骑兵的伏击。法国军队在弹药不足后向奥军请求24小时休战，并宣城如果没人来救的话就向奥军投降。奥地利指挥官愚蠢地同意了这些条件。
然而，约翰一世·约瑟夫的纵队很快就从南方出现了。约翰一世·约瑟夫指出，现有的停火协议不适用于他的部队，并要求法军立即投降。库塔尔随即在下午5时投降。法国工兵发现不可能拆除坚固的雷根斯堡大桥。完整的桥梁后来成为卡尔军队逃跑的关键因素。在两天的战斗中，法军在雷根斯堡有11名军官和大约200名士兵伤亡，另外还有1,988人被俘。奥地利的损失是73人死亡，220人受伤，85人失踪，总共378人伤亡。在战斗中，法军俘虏了75名士兵和一面战旗，在投降后被俘士兵和旗帜都被送回。
当第二军团可以再次执行任务时，司令部命令他的部队连夜向西行军到多瑙河北岸的黑毛。早上，疲惫的部队从他们毫无意义的闲逛中被召回雷根斯堡。

## 后果
奥地利军队于此役的损失约为492人阵亡，2,219人受伤，近4,000人被俘，共损失6,711人。法国人还缴获了八面战旗和十二门火炮。

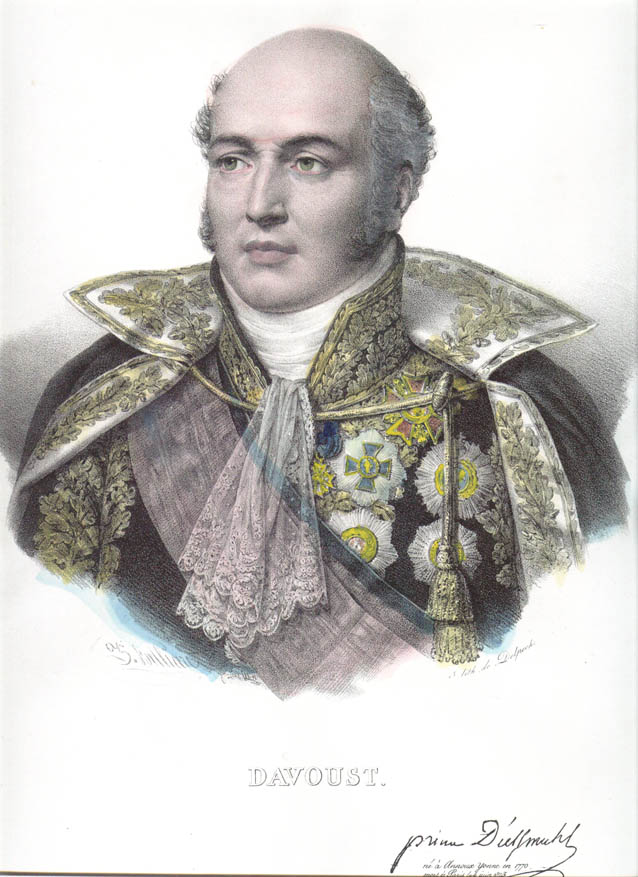
达武的部队在此役中没有派上用场

那天晚上，随着奥军失败的严重程度被发现，希勒决定将他的部队拉到兰茨胡特。这一关键决定意味着奥地利左翼将在不久的将来独立于卡尔大公的军队。希勒于5月15日在维也纳以北才能再次与卡尔重聚。
当拿破仑袭击他的左翼时，卡尔大公却保持着惊人的惰性。早上6时，大公与罗森伯格亲王在一起，早上7时30分，他向路德维希大公发出命令，然后给皇帝弗朗茨写了一封信。但从上午11时到下午6时30分，卡尔都没有发布任何命令。他要么痴迷于占领雷根斯堡，要么癫痫发作，在此期间他很有可能把自己锁在自己的房间里。癫痫发作是确实可能的，但也有可能是卡尔为了掩盖自己不作为而编的故事。
尽管寡不敌众，拿破仑的113,000名士兵还是将161,000名奥地利士兵分成了两支部队。卡尔的五个军，包括雷根斯堡以北的第一军和第二军的48,000名士兵，位于北部，而希勒的三个军则退回兰茨胡特。（马塞纳和乌迪诺的57,000名士兵不计入拿破仑的总数。）两支奥地利军队不得不各自进行第二次重大战役。希勒在4月21日参加了兰休特战役，而卡尔则在22日参加了埃克米尔战役。

## 脚注
1. 1 2  Bodart 1908，第398頁.
2. 1 2 3  Petre 1976，第139頁.
3. 1 2 3  Gill 2014，第235頁.
4. ↑  Chandler 1966，第677頁.
5. ↑  Chandler 1966，第678-679頁.
6. ↑  Bowden & Tarbox 1989，第73頁.
7. ↑  Chandler 1966，第682-683頁.
8. ↑  Arnold 1990，第83-84頁.
9. ↑  Arnold 1990，第90頁.
10. ↑  Arnold 1990，第85-93頁.
11. ↑  Arnold 1990，第84頁.
12. ↑  Smith 1998，第289頁.
13. ↑  Arnold 1990，第105頁，map.
14. ↑  Arnold 1990，第101頁.
15. 1 2  Arnold 1990，第104頁.
16. 1 2 3  Arnold 1990，第107頁.
17. ↑  Arnold 1990，第74頁.
18. ↑  Bowden & Tarbox 1989，第69-70頁.
19. 1 2  Arnold 1990，第235頁.
20. ↑  Arnold 1990，第175頁.
21. ↑  Arnold 1990，第78頁.
22. ↑  Arnold 1990，第105頁.
23. ↑  Arnold 1990，第110頁.
24. ↑  Petre 1976，第133n頁.
25. ↑  Arnold 1990，第104-105頁.
26. ↑  Petre 1976，第134頁.
27. ↑  Petre 1976，第136頁.
28. ↑  Castle 1998，第41頁.
29. ↑  Arnold 1990，第110-111頁.
30. ↑  Arnold 1990，第111-112頁.
31. ↑  Arnold 1990，第108頁.
32. ↑  Arnold 1990，第112頁.
33. ↑  Arnold 1990，第107-108頁.
34. ↑  Arnold 1990，第114-115頁.
35. 1 2  Petre 1976，第138頁.
36. ↑  Arnold 1990，第115頁.
37. ↑  Arnold 1990，第116頁.
38. ↑  Arnold 1990，第137頁.
39. ↑  Arnold 1990，第113-114頁.
40. ↑  Arnold 1990，第119-120頁.
41. 1 2  Arnold 1990，第119頁.
42. ↑  Arnold 1990，第100頁.
43. ↑  Smith 1998，第288-289頁.
44. ↑  Arnold 1990，第125頁.
45. ↑  Arnold 1990，第120頁.
46. ↑  Arnold 1990，第116-117頁.
47. ↑  Arnold 1990，第118頁.
48. ↑  Petre 1976，第143-144頁.
49. ↑  Arnold 1990，第213頁.
50. ↑  Chandler 1966，第685頁，map.
51. ↑  Smith 1998，第290-291頁.

## 延伸阅读
- Arnold, James R. . Westport, Conn.: Praeger Publishers. 1995. ISBN 0-275-94694-0.
- Castle, Ian. . Osprey Military, Campaign Series 33. 1994. ISBN 1-85532-366-4.
- Chandler, David. . London : Arms and Armour Press. 1979.
- Chandler, David. . New York: Macmillan. 1979. ISBN 0-02-523670-9.
- Eggenberger, David. . New York: Dover Publications. 1985. ISBN 0-486-24913-1.
- Epstein, Robert M. . Lawrence, Kansas: University Press of Kansas. 1994. ISBN 0-7006-0664-5.
- Gallaher, John G. . Barnsley: Frontline. 2000. ISBN 978-1526796998.
- Haythornthwaite, Philip J. . Guild Publishing. 1990. ISBN 978-1854092878.
- Hollins, David. Fremont-Barnes , 编. . Santa Barbara: ABC-CLIO. 2006. ISBN 1-85109-646-9.
- Kagan, Frederick W. . Cambridge, Massachusetts: Da Capo Press. 2006. ISBN 0-306-81137-5.
- Pigeard, Alain. . Tallandier, Bibliothèque Napoléonienne. 2004. ISBN 2-84734-073-4.
- Rothenberg, Gunther E. . Sarpedon. 1995. ISBN 1-885119-21-6.
- Rothenberg, Gunther E. . Weidenfeld & Nicolson. 2004. ISBN 0-297-84672-8.
- Rothenberg, Gunther E. . Bloomington, Ind.: Indiana University Press. 1980. ISBN 0-253-31076-8.
- Schneid, Frederick C. . Westport, Conn.: Praeger Publishers. 1995. ISBN 0-275-96875-8.
- Tulard, Jean.  II. Librairie Artème Fayard. 1999. ISBN 2-213-60485-1.